# Doppel-Caramel

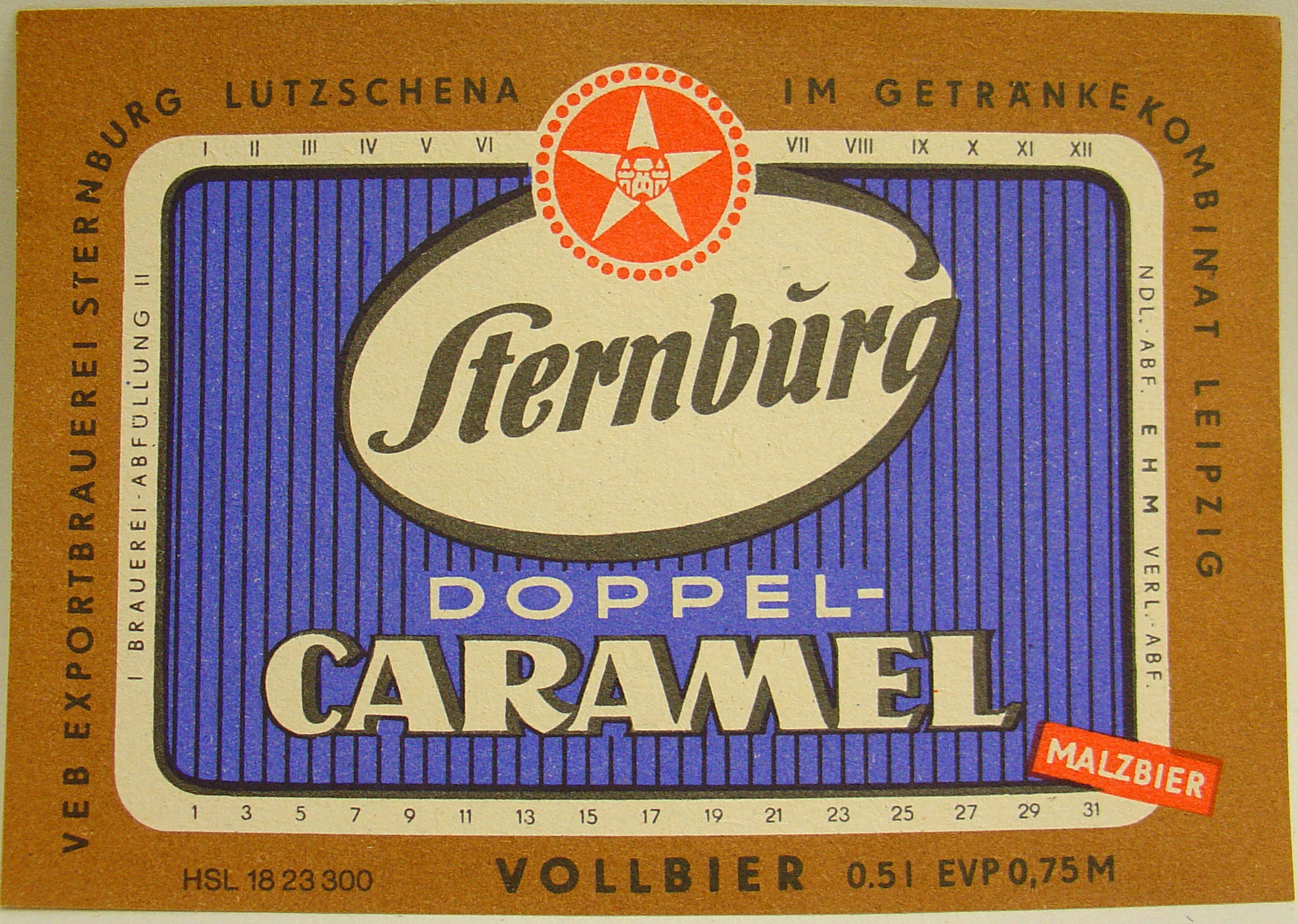

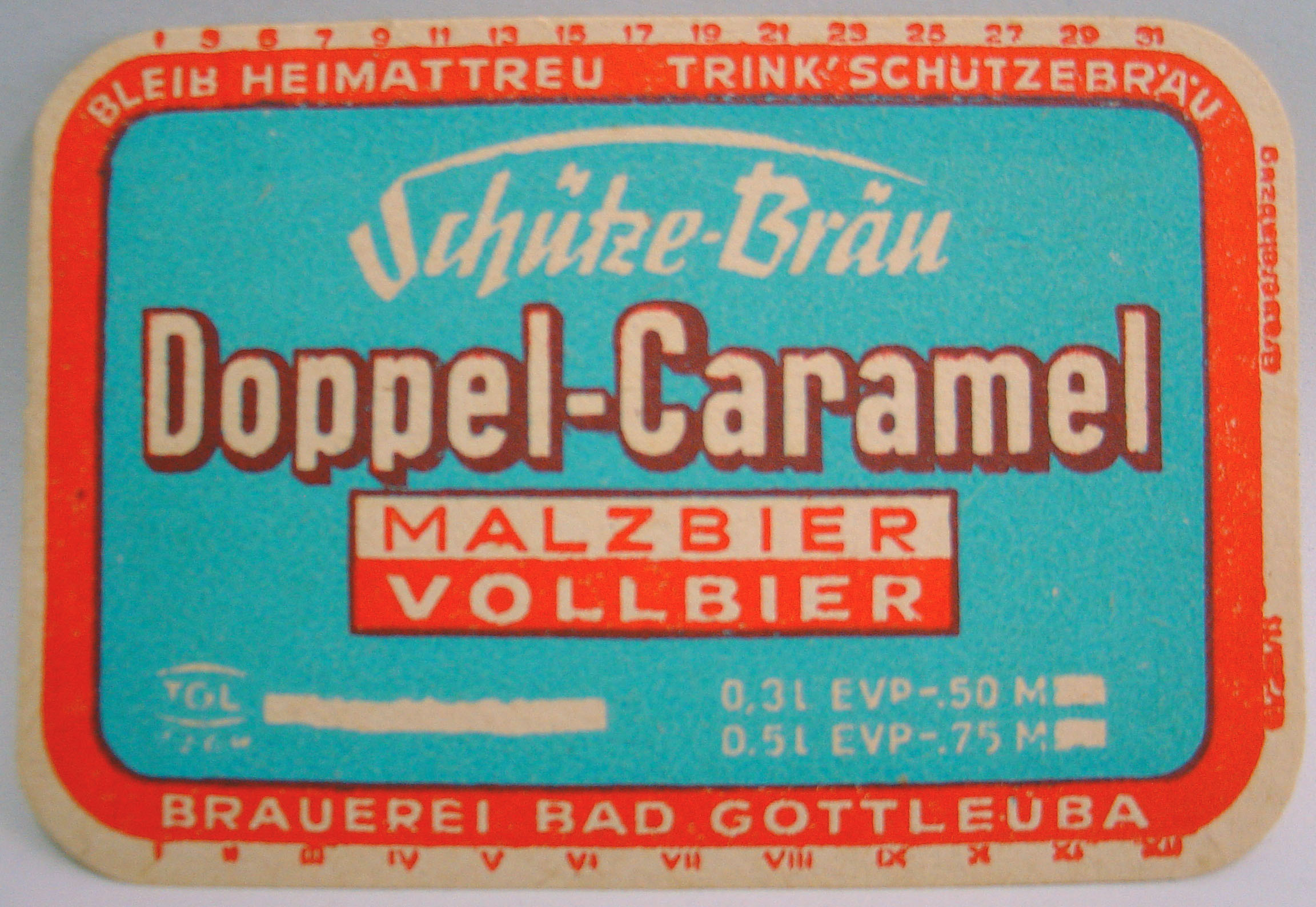

Doppel-Caramel is een malzbier dat populair was in Oost-Duitsland.
De drank werd in de jaren vijftig in de DDR ontwikkeld. Het is een alcoholarm bier met suiker.
Doppel-Caramel wordt in de 21e eeuw onder meer gebrouwen in de Schlossbrauerei Schwarzbach, Brauhaus Hartmannsdorf en Sternburg Brauerei Leipzig. Hierbij dient te worden opgemerkt dat niet alle deze merken die er worden aangeboden de traditionele Doppel-Caramel zijn. 